# 贝杜利塔
贝杜利塔（義大利語：Bedulita），是意大利贝加莫省的一个市镇。总面积4.13平方公里，人口728人，人口密度176.3人/平方公里（2009年）。国家统计（ISTAT）代码为016022。